# Волосов (Ивано-Франковская область)
Во́лосов (укр. Волосів) — село в Перерослянской сельской общине Надворнянского района Ивано-Франковской области Украины.
Население по переписи 2001 года составляло 1601 человек. Занимает площадь 20.086 км². Почтовый индекс — 78412. Телефонный код — 03475.